# John Cadbury

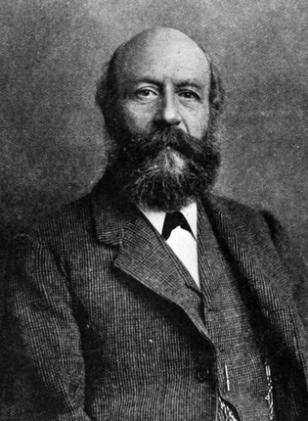
John Cadbury

John Cadbury (* 12. August 1801 in Birmingham; † 11. Mai 1889 ebenda) war ein britischer Unternehmer.

## Karriere
Cadbury war Mitglied der „Religiösen Gesellschaft der Freunde“ (Quäker). Er gründete 1824 in der Bull Street in Birmingham die Schokoladenfirma Cadbury Limited, ein heute weltweit operierendes Unternehmen. Die Motivation zu seiner Firmengründung war, die Leute vom Alkohol-Konsum abzubringen. Seine ablehnende Haltung zum Alkohol entsprang seinen Überzeugungen als Quäker (siehe Artikel „Quäkerzeugnis“). John Cadbury war auch durch seine Sozialreformen bekannt.
Cadbury war zweimal verheiratet. Seine erste Frau Priscilla Ann Dymond starb bereits zwei Jahre nach der Eheschließung im Jahr 1826. Mit seiner zweiten Frau Candia Barrow hatte Cadbury sieben Kinder. Zwei seiner Söhne, Richard und George, führten das Unternehmen weiter.